# 平沙镇
平沙镇，又称平沙新城是中华人民共和国广东省珠海市金湾区下辖的一个乡镇级行政单位。面积197平方公里，是珠海市陆地面积最大的镇，总人口78595人，其中归侨2354人，侨眷4960人。

## 行政区划
平沙镇下辖以下地区：
立新社区、美平社区、南新社区、沙美社区、平塘社区、大虎社区、前进社区、前锋社区、前西社区、大海环社区和连湾社区。

## 地理
平沙地处珠三角八大出海口之一的崖门水道东岸，毗鄰香港、澳门。以及鄰近珠海市斗门区和江门市台山大广海湾经济区。

## 历史
1978年，平沙接收了6623名越南难侨，划归广东省华侨农场管理局领导，更名为“广东省平沙华侨农场”。1988年下放珠海市管理。1990年1月更名为珠海市平沙管理区，享受县一级经济管理权力，保留平沙华侨农场，实行一套人马，两块牌子。2000年5月改为平沙镇，划归高栏港经济区。2013年7月，改为平沙新城。

## 交通

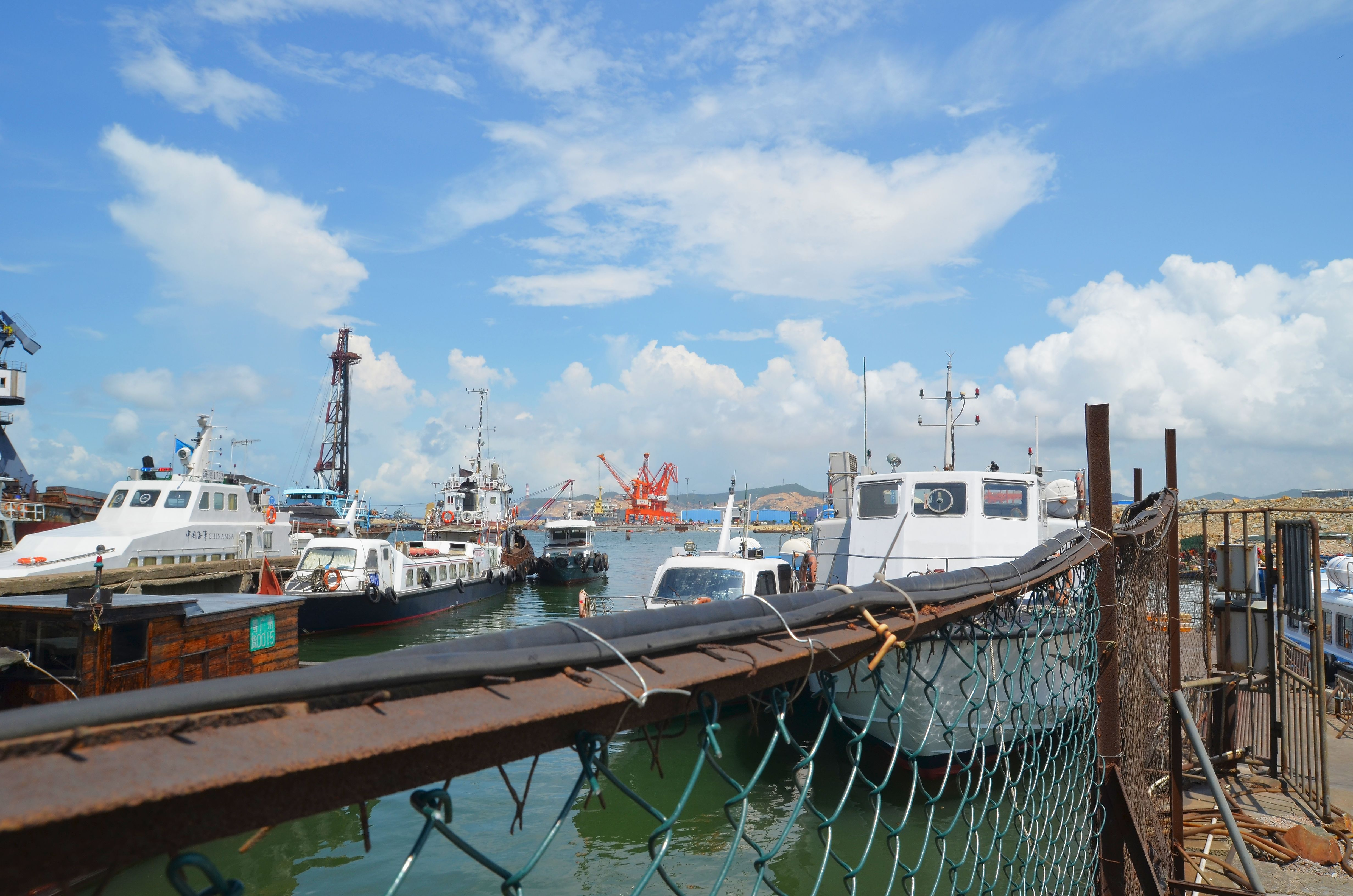
高栏港

### 铁路
- 广珠铁路

### 高速
- 西部沿海高速高栏港支线
- 鹤港高速

### 桥樑与跨海通道
- 黄茅海通道

### 港口
- 高栏港

## 景点

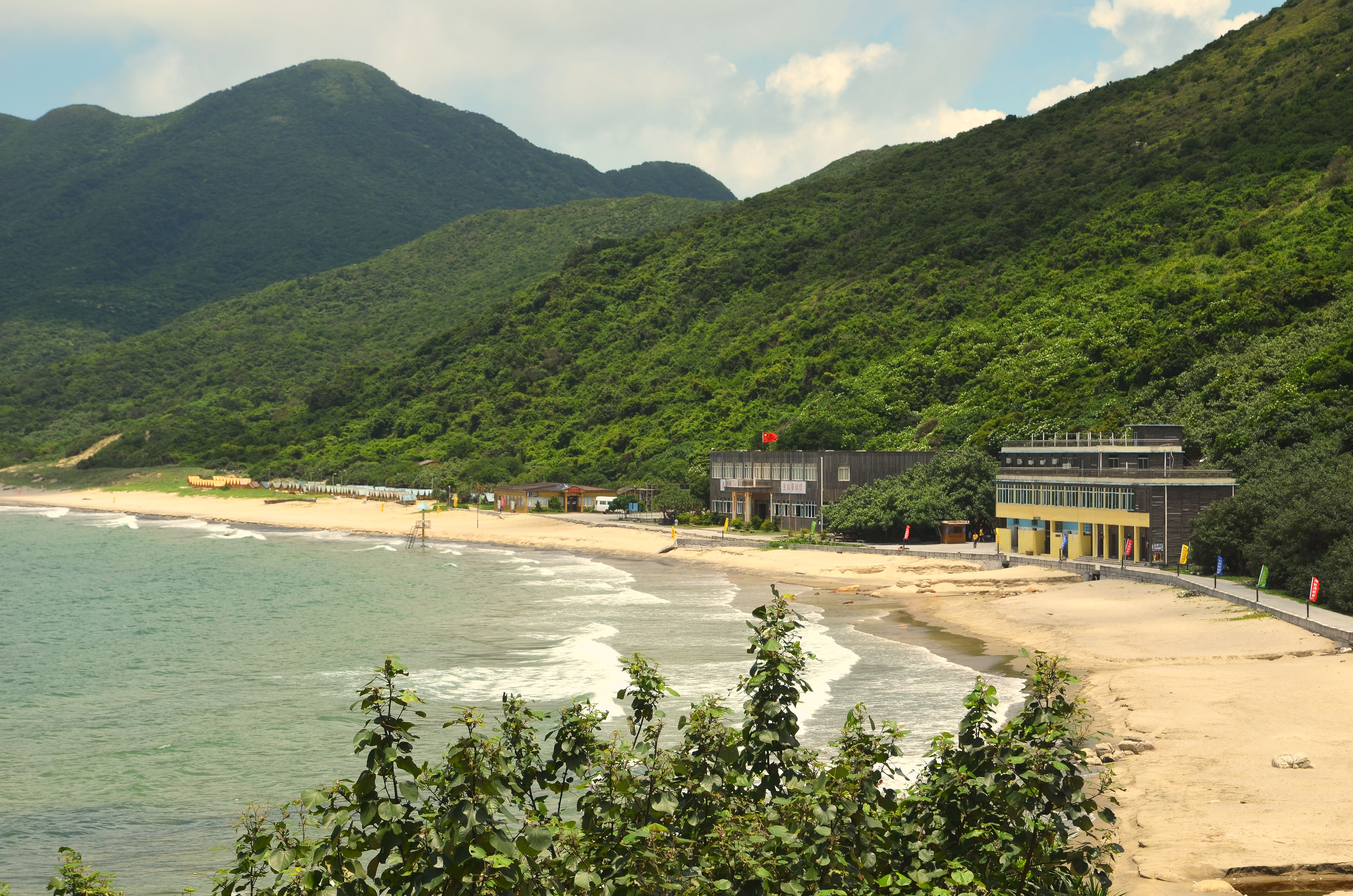
荷包岛

- 平沙湿地
- 平沙公园
- 海泉湾度假区
- 飞沙滩
- 滨海碧道